# Seneca (Karolina Południowa)
Seneca – miasto w Stanach Zjednoczonych, w stanie Karolina Południowa, w hrabstwie Oconee. Według spisu w 2020 roku liczy 8850 mieszkańców. 